# Galinsoga
Galinsoga és un gènere de plantes amb flors asteràcies. Entre els seus membres s'inclouen Galinsoga parviflora, Galinsoga urticifolia, i Galinsoga quadriradiata.
El nom del gènere Galinsoga va ser dedicat a Ignacio Mariano Martinez de Galinsoga, fundador de l'espanyola Real Academia Nacional de Medicina i que va ser director del Jardí botànic de Madrid.